# Ildlandgunnera
Ildland-Gunnera (Gunnera magellanica) er en vintergrøn staude med en meget tæt, krybende vækst. Ildland-Gunnera har bakteriekolonier inde i stænglerne.

## Beskrivelse
De krybende stængler er lysegrønne eller vinrøde (i sol), hvor bladene sidder spredt. Bladene er runde og tragtformede med en bugtet og let takket rand. Begge sider er græsgrønne, men oversiden er desuden lidt læderagtig. Blomsterne ses ikke, da de er meget små og sidder skjult under løvet. Den regnes som hårdfør til USDA sone 5. Planten danner ikke modent frø i Danmark.
Højde x bredde og årlig tilvækst: 0,05 x 2 m (5 x 30 cm/år). De overjordiske udløbere slår rod overalt, hvor de berører jorden.

## Hjemsted
Planten vokser på Ildlandet, (der dækker det sydligste Chile og Argentina) og på Falklandsøerne, hvor den danner et tæt dække på våd og lysåben bund sammen med bl.a. Antarktisk Sydbøg, Bølget Bunke, Chiliotrichum diffusum, Engelskgræs, Hæk-Fuksia, Myrtekrukke og Trefliget Gummipude samt arter af Bjergte, Eskallonia og Ribs.

## Kvælstof-bakterier
Nye undersøgelser har vist, at Ildland-Gunnera har bakteriekolonier inde i stænglerne. Det sætter dem i stand til at udnytte luftens kvælstof på samme måde som bælgplanter eller El.

## Note
1. ↑  Gunnera magellanica på hardiness.zone, læst 15. August 2020

| Portal | Portal:Botanik |